# Old-timer
Old-timer（オールド・タイマー、通称 Ot ）は八重洲出版が発行する旧車に特化した自動車雑誌である。偶数月26日に発行。

## 概要
1990年秋と1991年春に、driver誌の臨時増刊として「Street Classics」と「Street Classics 2」がOld-timer誌のパイロット版として刊行された。1991年7月に、季刊誌として定期刊行が開始され、途中から隔月刊になった。
旧車を扱う自動車雑誌であるが、記事の内容は車のレストア、修理に関するものが多い。これらの記事の中で修理に使用する工具、ケミカル用品などの紹介も行われる。
以前は1号で1車種についての歴史や解説の特集記事があったが近年ではほとんど見られない。また特定の車に関する記事でも車そのものよりその車と所有者との関係に着目した内容となっている。また取材対象となる車種にしても現役当時に特段に高価であったり希少であったりしたものはあまり多くない。日本の自動車産業の歴史に関する記事も長期にわたり連載されている。
記事は編集部員の手によるものが多い。内容に応じてその道の専門家や外部のライターが執筆することもあるが、新車の運転批評などを主に扱う「自動車評論家」による記事はほぼ見られず、新車記事がメインの多くの一般的自動車雑誌とは性格を大きく異にする、個性的な雑誌である。
編集長は、橋本茂春、瀬〆良一、安藤浩夫、柳原解雄と続き現在は5代目の甲賀精英樹（こうが　まさき）。

## 特徴
旧車の専門誌という点では、芸文社の「ノスタルジックヒーロー」誌（ノスヒロ）と並んで日本の自動車雑誌界での双璧と言うべき存在であるが、「ノスヒロ」がもっぱらレストレーションの完済した旧車を、美しい見開きカラーグラビア写真で紹介するのに対し、「Ot」はその裏側にまで回り込み、アマチュア・セミプロのオーナーによる高度なレストア過程を、細かな写真・キャプション多数と共に克明に掲載する、「実践主義」に重きを置く姿勢が特徴である。
本誌の編集部員を中心とする常連執筆者の多くは、他社の雑誌であれば奇麗事で済ませ、敢えて触れないような泥臭いエピソードや失敗談、不快な事件への遭遇等も、極めて即物的に記述する傾向がある。
レストア、修理の記事のみならず、現在の環境下で旧車を長く乗り続けるための方策を紹介することにも熱心に取り組んでいる。メーカーから供給されなくなった樹脂、ゴム部品の自作や代替部品の適合加工法、ディーゼル規制対象車のエンジンの載せ替え、家庭から出る廃油の各種燃料への実践的転用といったものがある。これらの「自らの工夫で古いものを極力長く使う、再利用する」考え方から、記事文中には現代の使い捨て文化や、現実には多大なロスを伴った表層的「リサイクル」を礼賛する安易な風潮に対し、批判的論調がしばしば表出する。
防錆材、錆の進行具合の観察、専門的な考察など錆に関しては不定期ながら重点的に採り上げられている。
整備工場や整備／レストア資材の販売店の紹介記事もあるが、それらをまとめた一覧記事を定期的に更新された状態で巻末に掲載するという読者の利便を図った面も見られる。各地で開催されるイベントの報告記事や告知、読者からの投稿／質問も数は多くないが少なくない紙面を割いて掲載されている。
記事内容の性格上、広告ページは工具／メンテナンス用品が中心であり、他の自動車雑誌に比べると雑誌全体に対する広告量が少なく、読ませることを重視した紙面づくりが伺われる。
なお、時折動物の死骸などの写真を使用している記事が掲載されていることがあるので注意を要する。

## 代表的な記事
連載記事でも途中掲載されていない号もある。

### 現在の連載記事
修理は推理だ
「修理は推理ゲームだ！」のタイトルで始まった。記事執筆者が自ら修理、レストアを行い、その過程を記事としたもの。複数の修理対象を編集部員個々人で受け持つ連載が多い。取り上げられる題材は4輪車が主であるが、それに限らず車両・動力機械の類であれば広範に取り上げる傾向があり、古典オートバイ、スクーター、希少品の特殊型自転車、農業用の定置エンジン（ひびの入った石油発動機までも含まれる）など、対象は多岐に渡る。過去にはスーパーカーの類や廃油燃焼式ストーブ、旋盤や可搬式空気圧縮機などの工作機械類等を題材とした記事もあり、修理の成否とは別に「今度はまた一体どんな代物に手を出すのか？」という点でも読者の興味を誘う連載である。
1991年5月号No.1から継続中。
スカイライン54Bレストア雑記
スカイライン S54Bのレストア記事。執筆者はわたなべあきひこ。元編集者の筆者が独立し、八ヶ岳山麓にガレージを建てるところから始まったDIYレストア記事であるが、その後、筆者が尖鋭的な環境保護活動に携わり出したことで、やがて本文の大部分はエコロジストとしての観点からの社会時評・批判の記述で占められるようになっていった。レストア作業は写真とそのキャプションのみでレポートされる回が多くなっているが、この写真枚数とキャプション字数も非常に多く、密度が高い。長期に渡り過ぎたことが仇となり、1度仕上げた部分の経年劣化発生を被るという本末転倒な状況も垣間見え、連載18年目の2012年に入った時点でも完成には程遠い状態。執筆者がやはり環境保護に傾倒した内容の別連載記事を始めたこともあり、読者から本文がほぼ車のレストアとは無関係な内容という本記事構成への疑問を含んだ質問が読者投稿欄で紹介されたが、それに対する明確な回答はなされなかった。今や終了の目処すら立たなくなっている、本誌きっての凄絶な名物連載である。

その後、2014年12月号にてスカイラインは車検を取得し公道復帰。
1993年10月号No.12から継続中。
どっこい生きてる未再生原形車
大きなレストアが行われていない自然に時を経た車の紹介。オリジナルのナンバープレートを付けたものやワンオーナーのものが多い。やはり旧車を扱う「ノスタルジック・ヒーロー」誌の同種の連載に比べ、写真等は全体に生活臭が強く、オーナーそれぞれの実践的保全法なども多く紹介されているのが特徴。これは次項「日本に帰化したクルマたち」にも共通する。
1994年8月号No.17から継続中。
日本に帰化したクルマたち
新車当時から日本にある外国車とそのオーナーの紹介。正規ディーラー車が多い。
1998年10月号No.42から継続中。
轍をたどる
筆者は岩立喜久雄。日本の自動車産業の黎明期からの歴史記事であるが、必ずしも時系列ではなく採り上げる人物、企業などの題材に焦点を当てたトピック毎にまとめられている。カタログなどを取り上げる場合を除き、モノクロページに掲載されるが、明治時代-昭和戦前の特許文書などを含む貴重な文献・図説・写真を広く引用し、従前ほとんど知られていなかった事象にもスポットを当てており、一般に文献研究と縁遠い傾向の自動車雑誌界では希有な、極めてレベルの高い内容である。近年は巻末に近い位置を定位置としている長期連載。
2000年4月号No.51から継続中。
にっぽん錆探訪　廃車街道を行く
日本各地の路傍や山林、畑などで放置され、土へと還りつつある旧車の探訪記。地元の廃車体放置事情に詳しい、各地の「廃車ウォッチャー」らの協力を得て探索が行われ、地方毎の廃車車種傾向が報告される。レポーターは廃車に触れることはなく、あくまで「役目を終えた廃車体群のウォッチング」に徹している。わび・寂びの境地のような連載。
2006年2月号No.86から継続中。
自給知足の楽しみ方
執筆者はわたなべあきひこ。「生活で必要な品を自分で作ってみる」の実践記事で、環境保護活動の啓蒙的な傾向が強い。自動車関連では天ぷら廃油のバイオディーゼルの記事が多い。
2008年12月号No.103から継続中。

### 過去の連載記事
名人発掘
車の特定の部位、特定の車種の修理などに精通する人々の紹介。
1992年8月号No.5から1996年12月号No.31まで掲載。
旧車のキャブレター・メンテナンス
専門家による旧車に使用されているキャブレターに関するメンテナンス記事。
1993年2月号No.8から1998年8月号No.41まで掲載。
1998年10月号No.42から「キャブレターレストレーション」という記事名で再開、2008年6月号No.100まで掲載。
目指せエンスージャスト
フェアレディ SRのメンテナンス、自作パーツ製作の記事。
1993年2月号No.8から2008年6月号No.100まで掲載。
逸品工具
工具の紹介。執筆者が使用してみて便利だと感じた工具の紹介記事であるが、最終回で幾度か広告のタイアップ記事があったことを告白した。
1993年6月号No.10から2008年10月号No.102まで掲載。
中沖満の塗装人生よもやまトーク
綿引自動車で腕を振るっていた塗装のプロによる塗装講座。
1994年12月号No.19から1998年10月号No.42まで掲載。
失われたロールス・ロイスのボディをFRPで自作する
執筆者はインダストリアルデザイナーの濱素紀。父親の濱徳太郎から受け継いだ1933年製ロールス・ロイス「ファントムII」（Rolls-Royce Phantom II）のシャーシに載せるFRP製ボディの製作記。現車のレストアの素地自体は1980年代前半から始められており、父・徳太郎が美学考察のため収集した貴重な自動車・航空機部品の加工流用や、木曾谷奈良井宿の漆塗り職人の申し出で塗り上げられた「木目ウッドパネルに劣らぬ、ダッシュボードほか全て一品物の漆塗りウッドパネル」、解体車のジャガーから外した表皮痛みの酷いシートをベースに、腕利き職人に新たな表皮を縫製させたフロントシートなど、驚嘆・感嘆に値する豪奢な装備が加えられていく一方、廃屋解体で発生した美和ロック(MIWA)製中古ドアラッチや引出物上がりのクォーツ置時計をも改造で装備類に組み込んでしまうなど、「ロールス・ロイス」のブランドに怯むことのないユニークな工夫も多い。シャーシに合致する古典的デザインの実現を目指して着実に作業進行、ほぼ完成にこぎつけた2011年正月のイベントで一般公開され、長期連載を終えた。
2002年2月号No.62から2011年6月号No.118まで掲載。
フェラーリ250GTE再生計画
フェラーリ・250GTE（Ferrari 250）のメンテナンス、レストア記事。機械部品はオーナー自らが作業を行うが、ボディのレストアは車ごとイタリアに送ったりと本誌の記事にしては珍しくお金を掛けたレストア記事。
2002年10月号No.66から2008年6月号No.100まで掲載。

## 別冊
- レストア入門マニュアル
- レストア入門マニュアル2 - ケルン石塚の世界＆逸品工具
- レストア入門マニュアル3 - 国産旧車パーツオールカタログ2002-2003
- 未再生原形車　乗用車編 - 長生きした日本車の記録
- パート別旧車再生テクニック - レストア入門マニュアル5
- 旧型自動車整備要綱 - オールドカーメンテナンス虎の巻
- ガレージビルダー - 趣味空間を手作りする
- ガレージビルダー No.2 - 趣味空間作りを趣味にする！

## DVD
- プロフェッショナル板金テクニック Vol.1 - フロントフェンダー修理編
- プロフェッショナル板金テクニック Vol.2 - トヨタスポーツ800再生編